# Gmina Coldwater (Iowa)

Położenie Gminy Coldwater w hrabstwie Butler

Gmina Coldwater (ang. Coldwater Township) – gmina w USA, w stanie Iowa, w hrabstwie Butler. Według danych z 2000 roku gmina miała 1427 mieszkańców.